# Karl Friedrich Rieck
Karl Friedrich Rieck (* um 1650; † 14. Juli 1704 in Berlin) war ein deutscher Violinist und Komponist.

## Leben und Werk
Karl Friedrich Rieck trat 1683 in die Kapelle des Kurfürsten von Brandenburg ein. 1698 wurde er Dirigent des Kammerorchesters des Kurfürsten und späteren Königs Friedrich I. von Preußen. 1701 ernannte Friedrich I.  Karl Friedrich Rieck zum Oberkapellmeister.
Karl Friedrich Rieck schrieb unter anderem das Opern-Ballett La fest del Hymeneo (mit Attilio Ariosti) nach dem Libretto von Ortensio Mauro (Berlin 1700) sowie die Kantaten Peleus und Thetis (1700) und Der Streit des alten und neuen Saeculi (1701).